# ラマー郡 (ジョージア州)
ラマー郡（ラマーぐん、英: Lamar County）は、アメリカ合衆国ジョージア州の中央部西に位置する郡である。2010年国勢調査での人口は18,317人であり、2000年の15,912人から15.1%増加した。郡庁所在地はバーンズビル市（人口6,755人）であり、同郡で人口最大の都市でもある。
ラマー郡はアトランタ大都市圏（正確にはアトランタ・サンディスプリングス・マリエッタ大都市統計地域）に属している。

## 歴史
ラマー郡を設立するために1920年8月17日、ジョージア州議会は憲法修正を提案し、同年11月2日に行われた州民の投票で修正が承認され、ラマー郡が成立した。領域はパイク郡とモンロー郡の一部から取られた。郡名はミシシッピ州の政治家ルキアス・クインタス・シンシナタス・ラマー2世に因んで名付けられた。

## 地理
アメリカ合衆国国勢調査局に拠れば、郡域全面積は185.79平方マイル (481.2 km2)であり、このうち陸地184.82平方マイル (478.7 km2)、水域は0.97平方マイル (2.5 km2)で水域率は0.52%である。

### 主要高規格道路

#### 州間高速道路
- 州間高速道路75号線

#### アメリカ国道
- アメリカ国道41号線
- アメリカ国道341号線

#### ジョージア州道
- ジョージア州道7号線
- ジョージア州道18号線
- ジョージア州道36号線
- ジョージア州道109号線
- ジョージア州道401号線

### 隣接する郡
- バッツ郡 - 北東
- モンロー郡 - 東
- アプソン郡 - 南西
- パイク郡 - 西
- スポルディング郡 - 北西

## 人口動態
以下は2000年の国勢調査による人口統計データである。
| 基礎データ - 人口: 15,912人 - 世帯数: 5,712 世帯 - 家族数: 4,284 家族 - 人口密度: 33人/km2（86人/mi2） - 住居数: 6,145軒 - 住居密度: 13軒/km2（33軒/mi2） 人種別人口構成 - 白人: 67.78% - アフリカン・アメリカン: 30.39% - ネイティブ・アメリカン: 0.28% - アジア人: 0.37% - 太平洋諸島系: 0.01% - その他の人種: 0.28% - 混血: 0.89% - ヒスパニック・ラテン系: 1.08% | 年齢別人口構成 - 18歳未満: 24.5% - 18-24歳: 11.4% - 25-44歳: 27.9% - 45-64歳: 23.6% - 65歳以上: 12.6% - 年齢の中央値: 36歳 - 性比（女性100人あたり男性の人口） - 総人口: 91.9 - 18歳以上: 88.9 世帯と家族（対世帯数） - 18歳未満の子供がいる: 32.2% - 結婚・同居している夫婦: 54.0% - 未婚・離婚・死別女性が世帯主: 16.3% - 非家族世帯: 25.0% - 単身世帯: 21.6% - 65歳以上の老人1人暮らし: 8.9% - 平均構成人数 - 世帯: 2.64人 - 家族: 3.05人 | 収入と家計 - 収入の中央値 - 世帯: 37,087米ドル - 家族: 43,481米ドル - 性別 - 男性: 29,453米ドル - 女性: 21,933米ドル - 人口1人あたり収入: 16,666米ドル - 貧困線以下 - 対人口: 11.2% - 対家族数: 8.1% - 18歳未満: 14.5% - 65歳以上: 11.0% |

## 都市と町
- アルドラ
- バーンズビル - 郡庁所在地
- ミルナー